# ألان تشارلتون
ألان تشارلتون (بالإنجليزية: Alan Charlton) هو دبلوماسي بريطاني، ولد في 21 يونيو 1952.